# 愛してナイチンゲール
『愛してナイチンゲール』（あいしてナイチンゲール）は、2003年8月29日にちぇりーそふとより発売された18禁のパソコンゲーム（アダルトゲーム）ソフトである。

## あらすじ
医者の矢崎純は、ひょんなことから双子の姉と精神が入れ替わった。肉体がまだ精神に定着していないため、週末には元の肉体に戻れるものの、完全に元に戻るには、清らかな処女のリビドーパワーを集める必要があった。かくして、心は姉の勤務先であり、患者もスタッフも女性ばかりの病院・聖ナイチンゲール病院に勤務することになった。

## 登場人物
矢崎純
声:柚木かなめ
主人公。気弱な性格の医師。
矢崎心
声:柚木かなめ
純の双子の姉。
財前あんず
声:木村あやか

時雨未結
声:桜坂かい
心の従妹で、心と結婚したいと考えた末に、黒魔術を用いて純と心の肉体を入れ替えた。
天津巴（あまつ ともえ）
声:芹園みや
看護師。心優しいがうっかり屋で忘れっぽい性格の持ち主ながらも、見た目に反して大食いで力持ちでもある。
古雅山綾音
声:如月美琴

東野百合恵
声:茉莉奈

桐野舞衣
声:三重野亜未
聖ナイチンゲール病院小児科に勤務する看護師。面倒見がよく、友人も多い。

## スタッフ
- 原画 - あきら、鳴滝しん
- シナリオ - ちゅんく、ぬー